# Atheta indubia
Atheta indubia är en skalbaggsart som först beskrevs av Sharp 1869.  Atheta indubia ingår i släktet Atheta, och familjen kortvingar. Arten är reproducerande i Sverige.